# Camu Tao
Tero Smith (26 de junio de 1977 - 25 de mayo de 2008), más conocido por su nombre artístico Camu Tao, fue un rapero, cantante y productor estadounidense.

## Primeros años
Tao nació como Tero Smith en Columbus, Ohio, el 26 de junio de 1977.

## Carrera
Tao firmó con Definitive Jux. Fue miembro de varios grupos: S.A. Smash, The Weathermen, Central Services (con El-P) y el colectivo musical Cardboard City. También formó parte del equipo de MHz con Copywrite, RJD2, Jakki tha Motamouth y Tage Future. Al asociarse con Cage para formar Nighthawks, los dos crearon un álbum durante una única sesión creativa de tres días.

## Muerte
Tao murió de cáncer de pulmón a la edad de 30 años el 25 de mayo de 2008, dos años después de haber sido diagnosticado.

## Legado
En el momento de su muerte, Tao estaba produciendo una canción para el EP I Never Knew You de Cage y trabajando en su primer álbum en solitario para Definitive Jux. El 9 de julio de 2009, El-P anunció a través de Twitter que el álbum King of Hearts de Tao estaba terminado y sería lanzado el 20 de octubre de 2009. Finalmente fue lanzado por Definitive Jux (en colaboración con Fat Possum Records) el 17 de agosto de 2010, junto con un EP de descarga gratuita de Central Services. Sobre el álbum, El-P dijo: "Todos esperábamos tener a Camu en el estudio y llegar tan lejos como él quería con el disco. Las canciones son simples, pero muchas de ellas son justo lo que él quería. Muchos de ellos no habrían cambiado mucho. Conociendo a Camu, tenía muchos amigos músicos talentosos con los que le hubiera gustado colaborar e involucrar. Creo que el álbum habría sido diferente si hubiera vivido para completarlo".
Aesop Rock declaró en una entrevista de 2008 con The A.V. Club que su próximo álbum puede contener "un par de canciones sobre [su] amigo Camu". En su canción "Racing Stripes", Rock reflexionó sobre Tao cerca del final de su vida. Específicamente, notó el corte de pelo inusual de Tao y los hábitos que Tao había desarrollado. Tao también es el tema principal de la canción de Rock "Get Out of the Car" de su álbum de 2016 The Impossible Kid, que refleja cómo la muerte de Tao lo llevó a un estado de "parálisis emocional" de ocho años y una tendencia creciente. de aislamiento social autoimpuesto. En 2017, cuando se lanzó el video de esta canción, Rock comentó: "Este 25 de mayo se cumplen nueve años desde la muerte de mi amigo Camu Tao, un evento que sirve como ancla emocional y narrativa tanto en esta canción como en mi vida. Yo Quería reflexionar sobre las cosas que habían cambiado desde entonces y tratar de conectar algunos eventos que no sabía que estaban potencialmente relacionados".
El-P, amigo de Tao y fundador del sello Definitive Jux, dedicó su álbum Cancer 4 Cure a la memoria de Tao. La canción "The Full Retard" del álbum presenta una muestra vocal en bucle, "You should pump this shit like they do in the future", tomada de la letra de Tao en su canción "When You're Going Down", y un puente donde la letra, "lil' bitch", se repite en un estilo derivado de colaboraciones anteriores entre los dos artistas, sobre todo la canción de Tao "Hold the Floor", a la que El-P comenta: "Eso es una mierda de Camu". Más tarde habló indirectamente sobre Tao en su verso en la canción "Thursday in the Danger Room" del álbum Run the Jewels 3 de 2016 de Run the Jewels. En un tuit ahora eliminado en respuesta a la pregunta de un fan, El-P confirmó que el verso se trataba de una experiencia que tuvo con Tao mientras Tao tenía cáncer..

## Discografía
- 2002: Nighthawks
- 2010: Forever Frozen in Television Time
- 2010: King of Hearts